# Elezioni legislative in Francia del 1956
Le elezioni legislative in Francia del 1956 per eleggere i 596 deputati dell'Assemblea nazionale si tennero il 2 gennaio. 

## Sfondo
Il 5 febbraio 1955 l'Assemblea nazionale sfiduciò il premier Pierre Mendès France, a causa delle forze di centro-destra, ostili alla sua politica di decolonizzazione che aveva portato alla perdita dell'Indocina francese, e del PCF, che temeva una perdita di voti verso il centro per via della popolarità anche nei suoi ambienti del politico riformista.
Mendès France aveva infatti spostato verso sinistra la coalizione centrista della "Terza Forza", impegnandosi anche in progetti di riforma istituzionale volti a rafforzare l'esecutivo ed una politica economica dirigista verso il complesso industriale.
A succedergli fu il collega radical-socialista Edgar Faure che, benché vicino al centro-destra, proseguì gli sforzi del predecessore, non riuscendo però a risolvere la crisi algerina, nel frattempo divenuta una vera e propria guerra, e a introdurre una nuova legge elettorale. Di conseguenza, le sue dimissioni dopo 11 mesi di governo aprirono la strada verso nuove elezioni, nelle quali i timori di un sorpasso comunista o addirittura una crescita vertiginosa del partito di estrema destra UFF, guidato da Pierre Poujade, portarono alla necessità di una nuova coalizione maggioritaria, un "Fronte Repubblicano" come fu definito dal giornalista Jean-Jacques Servan-Schreiber, che raggruppasse le forze riformiste, anti-conservatrici e anticomuniste.

## Svolgimento
Le elezioni videro la contrapposizione di quattro blocchi politici:
- a sinistra, il Partito Comunista Francese (PCF), isolato e penalizzato dal sistema elettorale ma ancora popolare e beneficiante di una maggiore appetibilità rispetto alle precedenti tornate, grazie alla distensione fra Stati Uniti e Unione Sovietica;
- il "Fronte Repubblicano" di centro-sinistra, d'impronta riformista e anti-coloniale, guidato da Mendès France e composto dal suo PRRRS, dall'UDSR di François Mitterrand, dalla SFIO di Guy Mollet e dai "gollisti sociali" del CNRS, guidato da Jacques Chaban-Delmas;
- il centro-destra, guidato dal premier uscente Edgar Faure e composto dai radicali dissidenti del RGR, dal CNIP e dal MRP, che si proponevano di continuare le politiche centriste della "Terza Forza";
- l'estrema destra, incarnata dal suo leader Pierre Poujade e la sua Unione e Fraternità Francese (UFF), che condusse una campagna populista, anti-parlamentarista e nazionalista, che attirava l'elettorato agrario e artigiano, sostenuto dai simpatizzati del regime di Vichy e composto da esponenti con una certa retorica antisemita (Mendès France era di origine sefardita).

Il centro della campagna elettorale ruota intorno a Mendès France ed ai suoi progetti di riforma, attaccati da destra e da sinistra. Durante queste elezioni i grandi mezzi di comunicazione, come la televisione e la radio, iniziarono a svolgere un ruolo decisivo nell'influenzare l'opinione pubblica. 

## Risultati
|             | Totale     | Percentuale (%) | Percentuale (%)  |
| ----------- | ---------- | --------------- | ---------------- |
| Elettori    | 26.774.899 |                 |                  |
| Votanti     | 22.171.957 | 82,8            | (su n. elettori) |
| Voti validi | 21.500.790 | 80,3            | (su n. votanti)  |
| Astenuti    | 4.602.942  | 17,2            | (su n. iscritti) |

| Partito                           | Partito         | Partito         | Voti       | %    | Seggi |
| --------------------------------- | --------------- | --------------- | ---------- | ---- | ----- |
|                                   |                 | SFIO            | 3.247.431  | 14,9 | 94    |
|                                   | PRRRS           | 2.389.163       | 10,9       | 90   |       |
|                                   | CNRS            | 842.352         | 3,9        | 22   |       |
| Centro-sinistra                   | Centro-sinistra | Centro-sinistra | 6.478.946  | 29,7 | 206   |
|                                   |                 | CNIP            | 3.259.782  | 14,9 | 95    |
|                                   | MRP             | 2.366.321       | 10,9       | 83   |       |
|                                   | RGR             | 838.321         | 3,8        | 14   |       |
| Centro-destra                     | Centro-destra   | Centro-destra   | 6.464.424  | 29,6 | 192   |
|                                   | PCF             | PCF             | 5.514.403  | 25,4 | 150   |
|                                   | UFF             | UFF             | 2.744.562  | 12,6 | 52    |
|                                   | Altri           | Altri           | 98.600     | 1,1  | 7     |
| Totale                            | Totale          | Totale          | 21.500.790 | 100  | 596   |
| Dati: Élections législatives 1956 |                 |                 |            |      |       |